# سیارک ۸۲۰۳
سیارک ۸۲۰۳ (به انگلیسی: 8203 Jogolehmann، نامگذاری:1994CP10) هشت هزار و دویست و سومین سیارک کشف شده‌است که در ۷ فوریه ۱۹۹۴ کشف شد.
قدر مطلق سیارک برابر ۱۳٫۱۰ است.